# Deng Zhong (Tres Regnes)
En aquest nom xinès, el cognom és Deng.
Deng Zhong (mort el 264 EC) va ser un general militar de Cao Wei durant el període dels Tres Regnes de la història xinesa. Deng Zhong era fill de Deng Ai, un important general militar de Cao Wei. Durant una batalla contra l'estat de Shu Han a la Vall Duan, Deng Zhong va assistir al seu pare en la derrota del general enemic Jiang Wei. Per aquesta proesa Deng va ser promogut a Duc de Ting.
Ell s'enfrontaria una vegada més amb Jiang Wei al Castell Chang. Deng juntament amb el seu pare va caure en un parany preparat per Zhong Hui mentre hi eren en la seva nova regió de Chengdu. Els Deng van acabar sent morts per Wei Guan que els va capturar pel temor de ser ell mateix assassinat després de la mort de Zhong Hui.